# Хмелевко (Млавський повіт)
Хмелевко (пол. Chmielewko) — село в Польщі, у гміні Вечфня-Косьцельна Млавського повіту Мазовецького воєводства.
Населення — 72 особи (2011).
У 1975-1998 роках село належало до Цехановського воєводства.

## Демографія
Демографічна структура станом на 31 березня 2011 року:
|          | Загалом | Допрацездатний вік | Працездатний вік | Постпрацездатний вік |
| -------- | ------- | ------------------ | ---------------- | -------------------- |
| Чоловіки | 36      | 8                  | 21               | 7                    |
| Жінки    | 36      | 10                 | 18               | 8                    |
| Разом    | 72      | 18                 | 39               | 15                   |